# Емилия Ланиър
Емилия Ланиър (на френски: Emilia Lanier или Aemilia Lanyer) (1569-1645) е първата англичанка, проявила се като професионален поет чрез поетичния си том „Salve Deus Rex Judaeorum“ (1611).

## Млади години и женитба
Емилия Ланиър е кръстена на 27 януари 1569 г. в църквата Св. Ботолф, Бишъпсгейт (лондонският квартал, в който „живеят музикантите чужденци и театралите“). Дъщеря е на Баптиста Басано (п. 1576) и Маргарет Джонсън (1545-50 – 1587). Възможно е майка ѝ да е лелята на Робърт Джонсън, музикант в компанията на Шекспир и по-късно в двора на Чарлс I. Семейството на баща ѝ е емигрирало в от Венеция в Англия, където стават музиканти в двора на Хенри VIII. Емилия има по-голяма сестра, Анджела (п. 1584 г.) и двама братя, които умират като деца.
Емилия е отгледана в дома на графинята вдовица на Кент Сюзан Берти, а по-късно живее при графинята на Къмбърленд Маргарет и дъщеря ѝ лейди Ан Клифърд. Лание вероятно е образована през това време, тъй като творбите и показват познание за поетичните жанрове и стихови форми, както и за Женевската Библия (превод на Библията на английски, публикуван през 1560 г.).
В младостта си Ланиър посещава двора на кралица Елизабет I и няколко години е любовница на Хенри Карю, 1-ви барон на Хъндсдън, първи братовчед на кралицата, който е по-възрастен от нея с 45 години и ѝ осигурява доход от 40 лири стерлинг годишно. След като забременява е омъжена за придворния музикант Алфонсо Лание на 10 октомври 1592 г. Семейство Лание идва от Руан, Франция по времето на кралица Елизабет. Алфонсо служи като доброволец в плаването до Есекските острови през 1597 г., а също е служил в Ирландия. Той е един от 59-те музиканти, които изпълняват музиката на погребението на Елизабет, а след това става музикант в двора на крал Джеймс I. Най-близкият съветник на Елизабет Уилям Сесил му е дал монопол над претеглянето на сеното и сламата в Лондон (6 пенса за това сено и 3 пенса за товар слама, докаран в Лондон и Уестминстър), който при смъртта му през 1613 г. Емилия прехвърля на брат си Иносънт с разбирането, че ще продължава да получава част от него, но впоследствие това е подложено на спор.
Ланиър ражда сина си (вероятният син на лорд Хъндсдън) Хенри през 1593 г., а през 198 г. и дъщеря, Одилия, която умира на десетмесечна възраст. Хенри става музикант в двора на крал Чарлс I през 1629 г.
Ланиър се консултира с астролога Саймън Форман за пръв път на 17 май 1597 г. и неговите записки са основен източник на информация за живота ѝ. Тя му се оплаква от отношението и прахосничеството на съпруга си и го пита дали той ще получи повишение в двора. По това време тя живее в Лонгдич, Уестминстър, моден квартал на Лондон. Ланиър казва на Форман, че е имала няколко спонтанни аборта, а от него също получаваме единствената информация за външния ѝ вид – че е имала бенка или брадавица в трапчинката на шията си. Форман се надява, че затрудненото ѝ положение ще я склони към секс, но изглежда тя му е отказала, макар да е флиртувала с него.

## Поезия
Емилия Ланиър е първата англичанка, публикувала книга със собствена поезия, сборника „Salve Deus Rex Judaeorum“ (Слава тебе, Боже, цар на евреите) (1611). Всичките ѝ стихотворения са в ямбичен пентаметър, макар стиховата форма да варира. Сборникът се съсредоточава върху заглавното стихотворение от 1840 реда, което разказва историята на Страстите Христови почти напълно от гледна точка на жените около него и посочва, че за Разпятието са виновни мъже, а не жени. Ланиър се застъпва в Eves Apologie in Defense of Women за Ева, спорейки, че тя има по-малко вина от Адам. Тя съпоставя женския грях в Райската градина с мъжкия грях при Разпятието, за да се застъпи за социално и религиозно равенство между мъжете и жените. Основното стихотворение се предшества от 10 по-кратки творби, с уводни обръщения към кралица Ан, принцеса Елизабет, „всички добродетелни дами“, Ан [Клифърд], графиня на Дорсет, Маргарет, графиня на Къмбърленд и др. Повечето от споменатите дами са свързани с твърдата протестантска фракция на Робърт Дъдли. След главното стихотворение е стихотворението Description of Cookham (Описание на Кукхам), написано вероятно в 1609-1610 г. и посветено на графинята на Къмбърленд Маргарет и дъщеря ѝ лейди Ан Клифърд. Това е първото публикувано стихотворение в жанра „стихотворения за селска къща“. По-известното стихотворение на Бен Джонсън To Penshurst може да е написано по-рано, но е публикувано през 1616 г. Ланиър изобразява добродетелта на „Дамата“ на стихотворението, Маргарет, графиня на Къмбърленд с помощта на почитта, която ѝ е отдадена от флората и фауната в имението.
Книгата на Ланиър е радикална в теологията и политиката си и може да бъде наречена протофеминистка. Както стихотворенията от въведението, така и заглавното стихотворение, се застъпват за религиозните права на жените и социално равенство, а по-дългата версия на книгата (издавана е два пъти) включва премерена тирада срещу класовите привилегии. В крайното си обръщение в проза „Към съмняващия се читател“ Ланиър споделя, че е сънувала заглавието на книгата преди да я напише, намеквайки за божествена поръка.

## Късни години
След смъртта на съпруга си Ланиър се опитва да се издържа, поне отчасти, като управлява училище за, по нейните думи, „деца на разни хора по достойнство и разбиране“. През лятото на 1617 г. наема къща за целта в Сейнт Гил ъв дъ Фийлдс, аристократично лондонско предградие от адвоката Едуард Смит. Тя иска да задържи 10 лири от наема заради разходите по ремонт но Смит я съди за неизплащането и предизвиква ареста ѝ. Тя губи повечето си ученици, но остава в къщата до август 1619 г., когато напуска без да плати последния си наем, за което отново е арестувана.
През 1635 г. Ланиър отново се появява в съдебните регистри, този път относно спор за монопола за сеното и сламата, прехвърлен от съпруга ѝ на брат ѝ. Тя се описва като „в голяма бедност и с две внучета, за които да се грижа“. Монополът е прехвърлен на друг брат, Клемънт, комуто Чарлс I нарежда да плати на Лание 20 лири годишно, но той се оплаква, че не може да събере парите и Лание отново завежда дело на следващата година. Погребана е в Клеркънуел на 3 април 1645 г. като „пенсионер“, т.е. с редовен доход.